# Dame en twee heren
Dame en twee heren is een schilderij van de Hollandse meester Johannes Vermeer.
De werken van Vermeer zijn door museumcuratoren en kunstcritici van hun benamingen voorzien en hebben geen vastliggende titels. De Dame en twee heren, heet soms ook Het meisje met het wijnglas. Het lijkt erg op het schilderij Het glas wijn, dat ook wel Vrouw met drinkglas en Drinkende dame met een heer wordt genoemd.
Het schilderij beeldt een huiselijk tafereel uit. Op het doek laat een dame zich verleiden met een glas wijn door een heer. Het schilderij, dat omstreeks 1659-1661 is ontstaan, behoort tot het Herzog Anton Ulrich-Museum in Braunschweig, voortgekomen uit de Kunstkammer van hertog Anton Ulrich van Brunswijk-Wolfenbüttel.

## Eigenaren
Het schilderij is voor het eerst beschreven in 1696 op de veiling van de schilderijen van de Delftse uitgever Jacob Dissius. Het werd toen verkocht voor 73 gulden. Het doek werd in de catalogus omschreven als "Een vrolyk gezelschap in een Kamer, kragtig en goet van dito". Op deze veiling werden 21 werken van Vermeer aangeboden. De meeste werken van Vermeer die na de dood van Jacob Dissius geveild werden, waren ooit aangekocht door Vermeers Mecenas Pieter van Ruijven.
Recent (in 2019) is echter een theorie ontvouwd die als opdrachtgevers van deze Vermeer een rijk Delfts echtpaar aanwijst, te weten de buskruitfabrikant Abraham Salomonsz. van der Heul (ca. 1600-1666) en zijn vrouw Katrina van Nederveen (1599-1668). Het doek zou vererfd zijn op hun kleindochter, die het tussen 1689 en 1696 aan Jacob Dissius zou hebben verkocht.
Op de veiling Dissius is het schilderij vermoedelijk aangekocht voor hertog Anton Ulrich van Brunswijk-Wolfenbüttel. Het maakte in elk geval in 1710 deel uit van zijn schilderijencollectie. Het schilderij staat vermeld in de catalogus die dat jaar door de schilder Tobias Querfurt werd samengesteld. Daarin draagt het de titel "Eine lustige Gesellschaft admirable gemalet, sonderlich die Kleidung". Sindsdien hangt het doek in Braunschweig. Alleen gedurende de Franse tijd, van 1807 tot 1815, hing het in Het Louvre te Parijs.

## Betekenis
Zie hiervoor het doek Het glas wijn.